# Lista de missões com o Buran

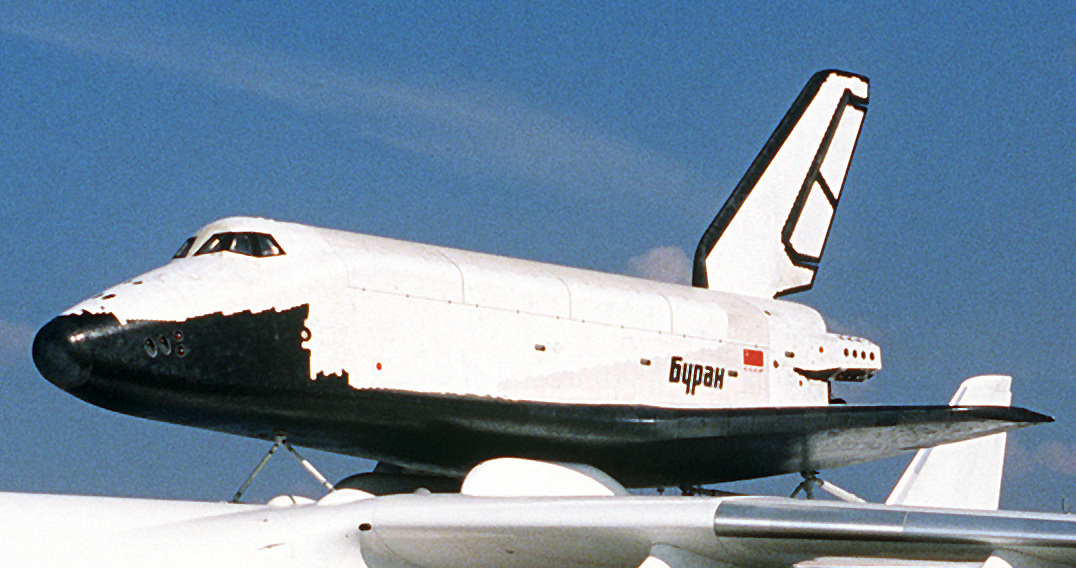
Nave Buran num show aéreo em 1989

O programa Buran [en] foi quando a União Soviética tentou construir um avião espacial que realizasse tarefas parecidas que as do ônibus espacial. De forma parecida com o programa dos Ônibus Espaciais, um protótipo aerodinâmico e várias naves operacionais foram planejadas para o programa, que são conhecidos como "orbitadores classe Buran".

## Voos experimentais

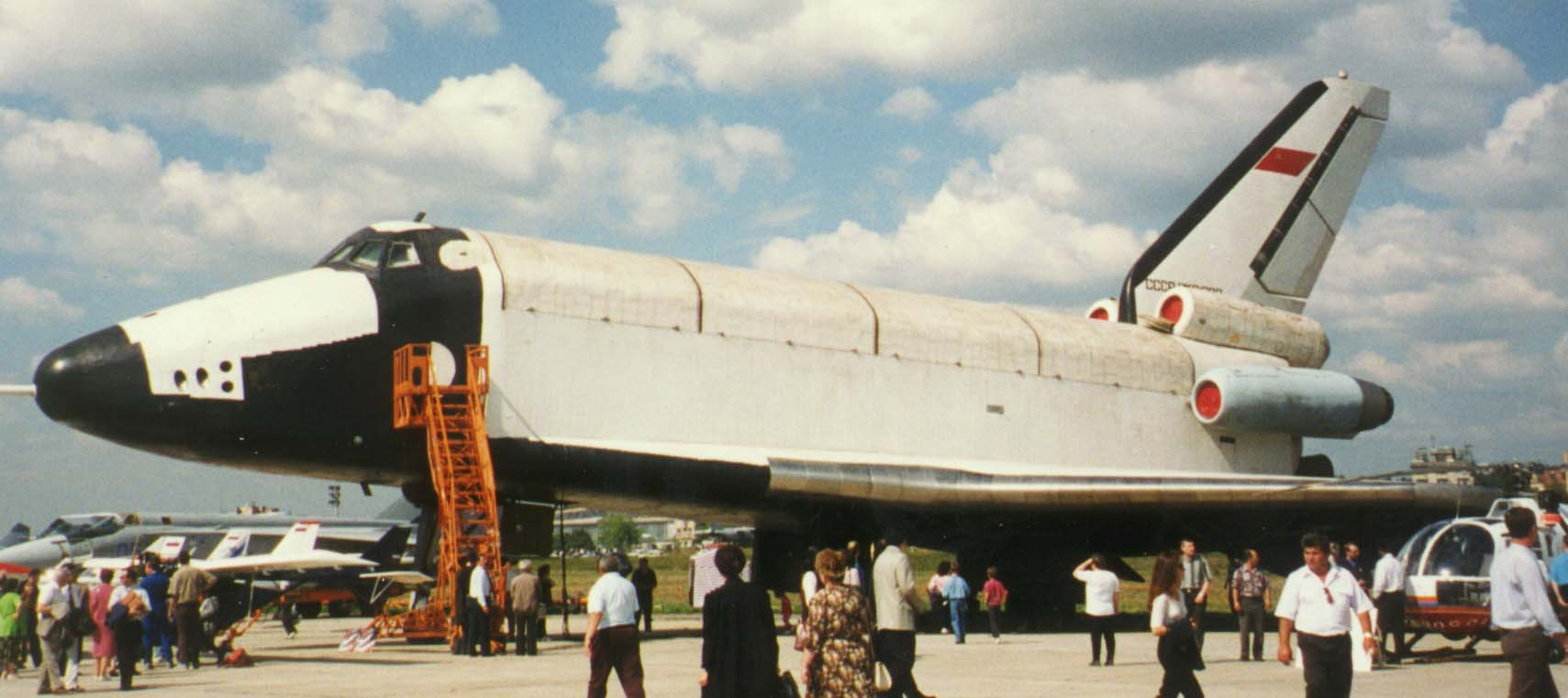
OK-GLI num show aéreo em 1997

O protótipo aerodinâmico OK-GLI [en] foi construído em 1984 para o teste das propriedades de voo do design do Buran. Ao contrário do protótipo estadunidense Enterprise, OK-GLI tinha quatro motores turbofan AL-31, significando que era capaz de voar por si mesmo.
A lista não incluí testes de taxiamento sem decolagens. Todas essas missões pousaram na base do Instituto de Pesquisa Aérea de Gromov [en].
| No | Data                    | Tripulação                                   | Duração     | Notas                                                                                       | Fontes      |
| -- | ----------------------- | -------------------------------------------- | ----------- | ------------------------------------------------------------------------------------------- | ----------- |
| 1  | 10 de novembro de 1985  | - Rimantas Stankevičius [en] - Igor Volk     | 00d 00h 12m | - Primeiro voo do OK-GLI                                                                    | [ 3 ] [ 4 ] |
| 2  | 3 de janeiro de 1986    | - Rimantas Stankevičius [en] - Igor Volk     | 00d 00h 36m |                                                                                             | [ 3 ]       |
| 3  | 27 de maio de 1986      | - Rimantas Stankevičius - Igor Volk          | 00d 00h 23m |                                                                                             | [ 3 ]       |
| 4  | 11 de junho de 1986     | - Rimantas Stankevičius - Igor Volk          | 00d 00h 22m | - Planagem semi automática                                                                  | [ 3 ]       |
| 5  | 20 de junho de 1986     | - Anatoli Levchenko - Alexandr Shchukin [ru] | 00d 00h 25m | - Planagem semi automática                                                                  | [ 3 ]       |
| 6  | 28 de junho de 1986     | - Anatoli Levchenko - Alexandr Shchukin      | 00d 00h 23m | - Planagem semi automática                                                                  | [ 3 ]       |
| 7  | 10 de dezembro de 1986  | - Rimantas Stankevičius - Igor Volk          | 00d 00h 24m | - Controle automático desligado antes do pouso - Considerado como primeiro pouso automático | [ 3 ] [ 4 ] |
| 8  | 23 de dezembro de 1986  | - Rimantas Stankevičius - Igor Volk          | 00d 00h 17m | - Pouso automático                                                                          | [ 3 ]       |
| 9  | 29 de dezembro de 1986  | - Anatoli Levchenko - Alexandr Shchukin      | 00d 00h 17m | - Pouso automático                                                                          | [ 3 ]       |
| 10 | 16 de fevereiro de 1987 | - Rimantas Stankevičius - Igor Volk          | 00d 00h 28m | - Primeiro pouso automático oficial                                                         | [ 3 ] [ 4 ] |
| 11 | 21 de maio de 1987      | - Anatoli Levchenko - Alexander Shchukin     | 00d 00h 20m | - Pouso automático                                                                          | [ 3 ]       |
| 12 | 25 de junho de 1987     | - Rimantas Stankevičius - Igor Volk          | 00d 00h 19m | - Pouso automático                                                                          | [ 3 ]       |
| 13 | 5 de outubro de 1987    | - Alexander Shchukin - Igor Volk             | 00d 00h 21m | - Pouso automático                                                                          | [ 3 ]       |
| 14 | 15 de outubro de 1987   | - Ivan Bachurin [ru] - Alexei Borodai [ru]   | 00d 00h 19m | - Pouso automático                                                                          | [ 3 ]       |
| 15 | 16 de janeiro de 1988   | - Rimantas Stankevičius - Igor Volk          | 00d 00h 22m | - Pouso automático                                                                          | [ 3 ] [ 5 ] |
| 16 | 24 de janeiro de 1988   | - Rimantas Stankevičius - Igor Volk          | 00d 00h 11m | - Pouso automático                                                                          | [ 3 ]       |
| 17 | 23 de fevereiro de 1988 | - Ivan Bachurin - Alexei Borodai             | 00d 00h 22m | - Primeiro voo do programa experimental estendido. - Pouso automático                       | [ 3 ]       |
| 18 | 4 de março de 1988      | - Rimantas Stankevičius - Igor Volk          | 00d 00h 32m | - Pouso automático                                                                          | [ 3 ]       |
| 19 | 12 de março de 1988     | - Ivan Bachurin - Alexei Borodai             | 00d 00h 20m | - Pouso automático                                                                          | [ 3 ] [ 5 ] |
| 20 | 23 de março de 1988     | - Ivan Bachurin - Alexei Borodai             | 00d 00h 43m | - Pouso automático                                                                          | [ 3 ] [ 5 ] |
| 21 | 28 de março de 1988     | - Ivan Bachurin - Alexei Borodai             | 00d 00h 19m | - Pouso automático                                                                          | [ 3 ] [ 5 ] |
| 22 | 2 de abril de 1988      | - Rimantas Stankevičius - Alexander Schukin  | 00d 00h 20m | - Pouso automático                                                                          | [ 3 ]       |
| 23 | 8 de abril de 1988      | - Alexander Schukin - Rimantas Stankevičius  | 00d 00h 21m | - Pouso automático                                                                          | [ 3 ]       |
| 24 | 15 de abril de 1988     | - Rimantas Stankevičius - Igor Volk          | 00d 00h 19m | - Pouso automático - Voo final do OK-GLI                                                    | [ 3 ]       |

## Voo espacial
O primeiro orbitador operacional, Buran, voou uma única missão, denominada 1K1, no dia 15 de novembro de 1988, 6:00:00, Hora de Moscou. A nave teve seu lançamento e pouso realizado de forma não tripulada no Cosmódromo de Baikonur, no Cazaquistão, realizando duas órbitas e viajando por 83,707 quilômetros em 3 horas e 25 minutos. O Buran jamais retornou ao espaço; o programa foi cancelado pouco após a dissolução da União Soviética. Em 2002, o orbitador foi destruído quando seu hangar entrou em colapso.
| No | Data                                             | Missão | Ônibus espacial | Tripulação | Duração    | Pouso    | Notas                                                                             | Fontes                      |
| -- | ------------------------------------------------ | ------ | --------------- | ---------- | ---------- | -------- | --------------------------------------------------------------------------------- | --------------------------- |
| 1  | 15 de novembro de 1988 03:00:01 UTC 06:00:01 MSK | 1K1    | Buran           | 0          | 00d 3h 25m | Baikonur | - Único voo do Buran - Único voo não tripulado de um veículo tipo Ônibus Espacial | [ 11 ] [ 12 ] [ 13 ] [ 14 ] |

## Misões canceladas

### Planejadas em 1989
| No                   | Data       | Missãon | Ônibus Espacial | Tripulação                         | Duração | Pouso    | Detalhes                                                  |
| -------------------- | ---------- | ------- | --------------- | ---------------------------------- | ------- | -------- | --------------------------------------------------------- |
| 2                    | Q4 1991    | 2K1     | 1.02            | Nenhuma                            | 2d      | Baikonur | Primeiro voo do veículo 1.02                              |
| 3                    | Q1-Q2 1992 | 2K2     | 1.02            | Nenhuma                            | 7-8d    | Baikonur | Acoplagem com a Mir                                       |
| 4                    | 1993       | 1K2     | Buran           | Nenhuma                            | 15-20d  | Baikonur |                                                           |
| 5                    | 1994       | 3K1     | 2.01 [en]       | - Igor Volk - Aleksandr Ivanchenko | 1d      | Baikonur | Primeiro voo tripulado Primeiro voo do veículo 2.01       |
| 6                    | 1994       |         |                 | Dois cosmonautas                   |         | Baikonur | Segundo voo tripulado                                     |
| 7                    | 1994       |         |                 | Dois cosmonautas                   |         | Baikonur | Terceiro voo tripulado                                    |
| 8                    | 1995       |         |                 | Dois cosmonautas                   |         | Baikonur | Quarto voo tripulado                                      |
| 9                    | 1995       |         |                 | Dois cosmonautas                   |         | Baikonur | Quinto voo tripulado Última missão experimental planejada |
| [ 15 ] [ 16 ] [ 17 ] |            |         |                 |                                    |         |          |                                                           |

### Planejado em 1991
Devido ao encurtamento do programa e atrasos em preparações para o segundo voo, o plano para o segundo orbitador incluia quase todos os testes insignificantes:
- Acoplagem automática com o módulo Kristall da Mir;
- Transferência de tripulação da Mir para o ônibus, com a testagem de alguns de seus sistemas no decorrer de 24 horas, incluindo o manipulador remoto;
- Acoplagem da Soyuz TM Nº101 tripulada com o ônibus;
- Transferência de tripulação da Soyuz para o ônibus com trabalho abordo no decorrer de 24 horas;
- Desacoplagem e pouso automáticos.

| No | Data | Missão | Ônibus | Tripulação | Duração | Pouso | Detalhes            |
| -- | ---- | ------ | ------ | ---------- | ------- | ----- | ------------------- |
| 2  | 1992 | 2K1    | 1.02   | Nenhuma    | 7-8d    |       | Acoplagem com a Mir |